# TV 2 Nyhederne
TV 2 Nyhederne (af TV 2 ofte skrevet TV 2/NYHEDERNE; eller siden 2023 "News") er navnet på såvel TV 2's nyhedsredaktion som nyhedsudsendelserne på TV 2. TV 2 Nyhederne producerer dagligt tv-nyhedsudsendelser af forskellig varighed og karakter. Desuden producerer TV 2 Nyhederne en lang række nyheder til mobil, internet og tekst-tv foruden en stribe aktualitets-udsendelser, dokumentarer og breaking news.
TV 2 Nyhederne tilbyder nyhedsdækning på alt fra lokalsager til verdensbegivenheder alle ugens dage, både inden og uden for Danmarks grænser.
Ved TV 2's lancering i 1988 valgte den daværende direktør at sende nyheder klokken 19.30 samtidig med TV Avisen på DR. Dette blev dog ikke populært blandt seerne, og TV 2 flyttede sine nyheder til klokken 19.00 efterfulgt af de nye regionalprogrammer allerede kl. 19.28, 2 minutter før TV Avisen, for at komme TV Avisen i forkøbet. I løbet af tre år blev TV 2 Nyhederne Danmarks mest sete nyhedsudsendelse, hvilket holdt til 2008, hvor TV Avisen kl. 21.00 overhalede TV 2 Nyhedernes 19-udsendelse som Danmarks mest sete nyhedsudsendelse. I 2009 har 19-udsendelsen på TV 2 atter været den mest sete flere uger i træk.
Nyhedernes aktuelle sendetider er kl. 17:00 med 12 minutter, kl. 18.00 med 20 minutter, kl. 19.00 med 25 minutter og kl. 21:30 med 15 minutter, i alt 72 minutter om dagen. TV 2 News sender nyheder om morgenen og formiddagen på TV 2.
Blandt redaktionens uheldige sager var to indslag i juli 2005 om en påstået organiseret indvandrerbande kaldt Triple A, der blev bragt som topnyhed, men som efterfølgende viste sig at være pure opspind. TV 2 Nyhederne måtte efterfølgende trække indslaget tilbage og udbetale 75.000 kr. i erstatning til en person, der optrådte i indslagene. Radio- og tv-nævnet udtalte, at indslagene overtrådte de krav om saglighed og upartiskhed i informationsformidlingen, som TV 2 var underlagt, og ledelse Lotte Mejlhede fratrådte sin stilling efter episoden.
I oktober 2023 omdøbte man nyhedsudsendelserne til blot 'News'. Navneskiftet skyldes, at nyhedsudsendelserne rykkede ind under TV 2 News som én samlet tv-afdeling. Hidtil havde TV 2 og TV 2 News lavet hver deres nyhedsproduktion. Ændringerne betyd således at:
- ’18 Nyhederne’ bliver til ’18 News’
- ’19 Nyhederne’ til ’19 News’
- ’21.30 Nyhederne’ til ’21.30 News’

## TV 2 Nyhedernes værter
- Mikael Kamber
- Cecilie Beck
- Miriam Zesler
- Poul Erik Skammelsen
- Ditte Haue
- Troels Mylenberg

Chefredaktør TV2 Nyhederne
- Thomas Funding